# Volen Siderov

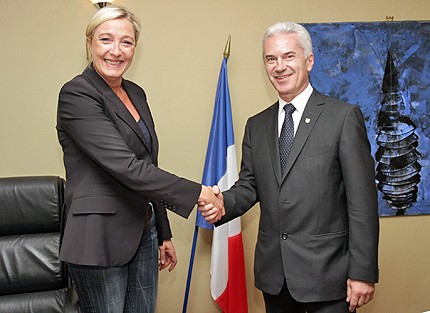
Volen Siderov y Marine Le Pen en París, mayo de 2011

Volen Nikolov Siderov (en búlgaro: Волен Николов Сидеров; Yámbol, 19 de abril de 1956) es un político búlgaro y presidente del partido nacionalista Unión Nacional Ataque. Ha sido editor de numerosos periódicos y autor de cinco libros.

## Biografía
Siderov nació en 1956 en Yámbol, Bulgaria. Recibió una licenciatura en Fotografía Aplicada en Sofía, y antes de la caída del comunismo en 1989 trabajó como fotógrafo en el Museo Nacional de Literatura.
Después de la caída del comunismo, Siderov se convirtió en miembro del recién establecido Movimiento por los Derechos Humanos. Durante el otoño de 1990, se convirtió en el editor en jefe de "Democracia" (en búlgaro: Демокрация), el periódico oficial de la Unión de Fuerzas Democráticas.
En un momento fue nombrado subdirector jefe de "Monitor", un periódico de orientación política que podría describirse como nacionalista y conservador. En 2000, Siderov recibió el premio de la Unión de Periodistas Búlgaros. Más tarde, llegó a ser el anfitrión de "Attack", un programa de entrevistas en el canal de televisión por cable búlgaro "SKAT".
En 2002, Siderov fue invitado a una controvertida conferencia antiglobalización en Moscú, donde se asoció con personas como Ahmed Rami y David Duke.
Durante las elecciones locales de 2003, Siderov se postuló para alcalde de Sofía bajo el marginal Partido Asociación Nacional-BZNS. Recibió 1,728 votos, equivalentes al 0.45%. 
Durante las elecciones parlamentarias de 2005, siendo ya un popular presentador de televisión, Siderov organizó y dirigió el partido Unión Nacional Ataque, llamado así por su programa de entrevistas. El partido ganó un 8.14% (296,848 votos) del total de votos, convirtiéndose así en el cuarto partido más grande en el parlamento. Desde entonces Siderov fue miembro de la Asamblea Nacional de Bulgaria, habiendo sido reelegido en todas las elecciones legislativas celebradas posteriormente.
Siderov se postuló para Presidente de Bulgaria en las elecciones presidenciales de 2006. En la primera ronda el 22 de octubre recibió el 21% de los votos y se clasificó para la segunda vuelta el 29 de octubre contra el titular Georgi Parvanov, que tenía el 65%. Parvanov no fue declarado ganador después de la primera vuelta porque, de acuerdo con la ley electoral búlgara, al menos el 50% de todos los votantes registrados tenían que participar en la primera vuelta para eso. Los principales partidos de derecha en Bulgaria (el UDF y el DSB) se negaron a respaldar a ninguno de los candidatos, a pesar de los llamamientos de muchos observadores, en particular del presidente del Partido Popular Europeo, Hans-Gert Pöttering, para apoyar a Parvanov (la situación se comparó comúnmente con la forma en que los votantes de izquierda franceses apoyaron al candidato derechista Jacques Chirac contra la extrema derecha de Jean-Marie Le Pen en la segunda vuelta de las elecciones presidenciales de 2002). El Movimiento Nacional para la Estabilidad y el Progreso finalmente decidió respaldar a Parvanov. Mientras tanto, algunas formaciones de extrema izquierda llamaron a sus simpatizantes a apoyar a Siderov. En la segunda vuelta perdió, recibiendo aproximadamente el 24% de los votos.
Siderov repostuló para Presidente de Bulgaria en las elecciones presidenciales de 2011, pero esta vez obtuvo apenas un 3.6% de los sufragios.
En las elecciones locales de 2019 postuló a la alcaldía de Sofía, obteniendo únicamente un 1.44% de los votos. No obstante, logró ser elegido concejal y por tal motivo renunció a su escaño en la Asamblea Nacional.
En agosto de 2021, Siderov dimitió como concejal municipal. El 11 de agosto, la Comisión Electoral Municipal lo relevó de su cargo.
En las elecciones presidenciales de 2021 Siderov postuló nuevamente a la presidencia búlgara, obteniendo esta vez apenas un 0.55%.

## Publicaciones seleccionadas
- Siderov, Volen (2002) Бумерангът на злото (El Boomerang del mal). Sofia: Жарава.
- Siderov, Volen (2004) Властта на Мамона. Кой и как ни ограбва (El poder del Mammon. Quién y cómo nos está robando.). Sofia: Бумеранг, ISBN 9549330044.
- Siderov, Volen (2007) Моята битка за България (Mi lucha por Bulgaria). Sofia: Бумеранг, ISBN 9789549330076.